# Grenada (häst)
Grenada, född 1877, död okänt år, var ett amerikanskfött engelskt fullblod, mest känd för att ha vunnit 1880 års upplagor av Preakness Stakes, Belmont Stakes och Travers Stakes, vilket han är en av endast sju hästar som har lyckats med. 
Grenada tränades under sin tävlingskarriär av R. Wyndham Walden och reds av Lloyd Hughes.